# ペニングイオン化
ペニングイオン化（英語: Penning ionization）は化学イオン化の一種であり、中性原子または分子間の反応を伴うイオン化プロセスである。
ペニング効果は、ランプの電気的特性を改善するためにランプにペニングガスを充填するネオン管や蛍光灯などで実用化されている。

## 歴史
このプロセスは、1927年に最初に報告したオランダの物理学者であるF. M. Penningにちなんで命名された。
ペニングは、希ガスの放電の調査を継続するために、アイントホーフェンのPhilips Natuurkundig Laboratoriumで働き始めた。その後、彼は陽イオンと準安定原子による金属表面からの電子放出、特に準安定原子によるイオン化に関連する効果の測定を始めた。   

## 反応
ペニングイオン化とは、電子励起状態にある中性原子、分子が他の原子や分子と衝突することで起こるイオン化のことであり、衝突の結果、分子がイオン化され、カチオンM +　生成され、電子E - 、および中性ガス分子、G、基底状態で ペニング電離は、高エネルギー電子を排出することによって、カチオン種の形成に向けて進化し、複雑な高エネルギー衝突の形成を介して起こる。  
ペニングイオン化は次式のようにあらわされる。{\displaystyle {\ce {{A^{\ast }}+B->{A}+{B^{+}}+{\it {{e}^{-}}}}}}
ここで、A*はAの電子励起状態、Bは原子あるいは分子、e は電子である。
Bにペニングイオン化が起こるためには、A*の励起エネルギー(E_m)がBのイオン化エネルギーより高くなければならない。

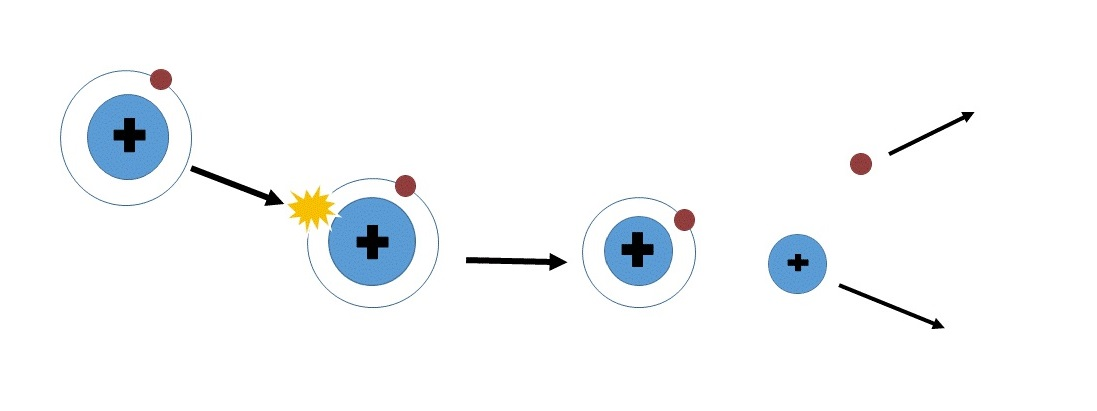
励起分子と標的分子間のイオン化相互作用のプロセス

ペニングイオン化は、ターゲット分子のイオン化ポテンシャルが励起状態の原子または分子の励起エネルギーよりも低い場合に発生。 

## バリエーション
衝突する粒子の全電子励起エネルギーが十分である場合、一緒に結合した2つの粒子の結合エネルギーも、結合ペニングイオン化作用に寄与することができ    また結合性ペニング電離も発生する可能性がある。 
{\displaystyle {\ce {{G^{\ast }}+M->{MG^{+\bullet }}+e^{-}}}}
表面ペニングイオン化（オージェ脱励起）とは、励起状態のガスと表面Sの相互作用を指し、電子の放出をもたらしている。 
{\displaystyle {\ce {{G^{\ast }}+S->{G}+{S}+e^{-}}}}{\displaystyle {\ce {{G^{\ast }}+S->{G}+{S}+e^{-}}}}

## 用途

### 電子分光
ペニング電離がペニング電離電子分光法（PIES）のために適用されたガスクロマトグラフィー反応 *を使用またはNE*によって検出器におけるグロー放電するが   放出された電子の運動エネルギーは、ターゲット（気体または固体）と準安定原子との衝突によって分析され、弱い磁場の存在下でアナライザーのフライトチューブ内の遅延場をスキャンする反応によって   生成された電子の運動エネルギーEは次の式で決定される。 
{\displaystyle E=E_{\text{m}}+IE}
E mとIEはどちらもHe *エネルギーと種のイオン化エネルギーの原子定数または分子定数であるため、ペニングイオン化電子エネルギーは実験条件やその他の種に依存ぜず  有機固体に適用されるペニングイオン化電子分光法。 これにより、個々の分子軌道の局所電子分布の研究が可能になり、最表面層の外側に露出。 

### 質量分析
グロー放電質量分析やリアルタイムの質量分析での直接分析を含む複数の質量分析技術 、ペニングイオン化に依存。 
グロー放電質量分析法は、固体試料中の微量元素を直接測定するが直接電子衝撃イオン化とペニングイオン化の2つのイオン化メカニズムで発生しグロー放電に固有のプロセス、すなわちペニングイオン化と組み合わせたカソードスパッタリングは、半定量的な結果を直接取得できるイオン集団を生成する。 